# Manuel Comneno Raul
Manuel Comneno Raul (em grego: Μανουήλ Κομνηνός Ῥαούλ; romaniz.: Manouél Komnenós Raouúl; fl. c. 1258-1280) foi um oficial e aristocrata bizantino do século XIII.

## Vida

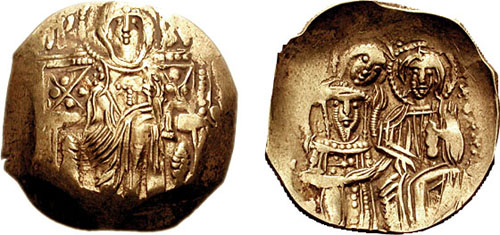
Hipérpiro de r.

Manuel era filho do protovestiário Aleixo Raul. Seu pai foi um líder militar sênior sob o imperador niceno João III Vatatzes (r. 1222–1254), mas caiu em desfavor imperial com seu sucessor, Teodoro II Láscaris (r. 1254–1258), que desconfiava da aristocracia e promoveu homens de origem humilde. O casamento arranjado por Teodoro II entre uma das irmãs de Manuel com o humilde Andrônico Muzalon foi visto como um insulto, e a família opôs-se ao imperador, que em algum momento desconhecido prendeu todos os filhos de Aleixo. Como resultado, Raul ativamente apoiou o assassinato dos irmãos Muzalon em 1258, após a morte de Teodoro II, e a subsequente usurpação de Miguel VIII Paleólogo (r. 1259–1282).
Como recompensa, Miguel VIII nomeou o filho mais velho de Aleixo, João Raul Petralifa, como protovestiário, enquanto Manuel foi feito pincerna. Em 1276, Manuel foi nomeado governador na Tessália. Logo depois, contudo, ele e seu irmão Isaac opuseram-se aos esforços imperiais para assegurar a União das Igrejas e apoiaram o patriarca de Constantinopla anti-unionista Arsênio Autoriano (r. 1255–1260; 1261–1267). Como resultado, Manuel foi preso em 1279, e em 1280 foi cegado e exilado em Cencreas no rio Escamandro.